# 台湾草牡丹
（學名：Clematis psilandra）又名臺灣草牡丹 ，为毛茛科铁线莲属下的一个种。

## 扩展阅读
- 維基物種上的相關：台湾草牡丹